# Seira (Lääneranna)
Koordinaten: 58° 43′ N, 24° 1′ O
Seira (deutsch Seyer) ist ein Dorf (estnisch küla) in der Landgemeinde Lääneranna im Kreis Pärnu (bis 2017: Landgemeinde Lihula im Kreis Lääne) in Estland.

## Einwohnerschaft und Lage
Der Ort hat 59 Einwohner (Stand 31. Dezember 2011). Er liegt 37 Kilometer südöstlich von Haapsalu.

## Geschichte
Seira wurde erstmals 1430 unter dem Namen Serl urkundlich erwähnt. In mittelalterlicher Zeit stand das Dorf Szeura im Besitz des Nonnenklosters von Lihula. Ab 1688 ist der Hof unter der Bezeichnung Seir überliefert.

## Gut Vanamõisa

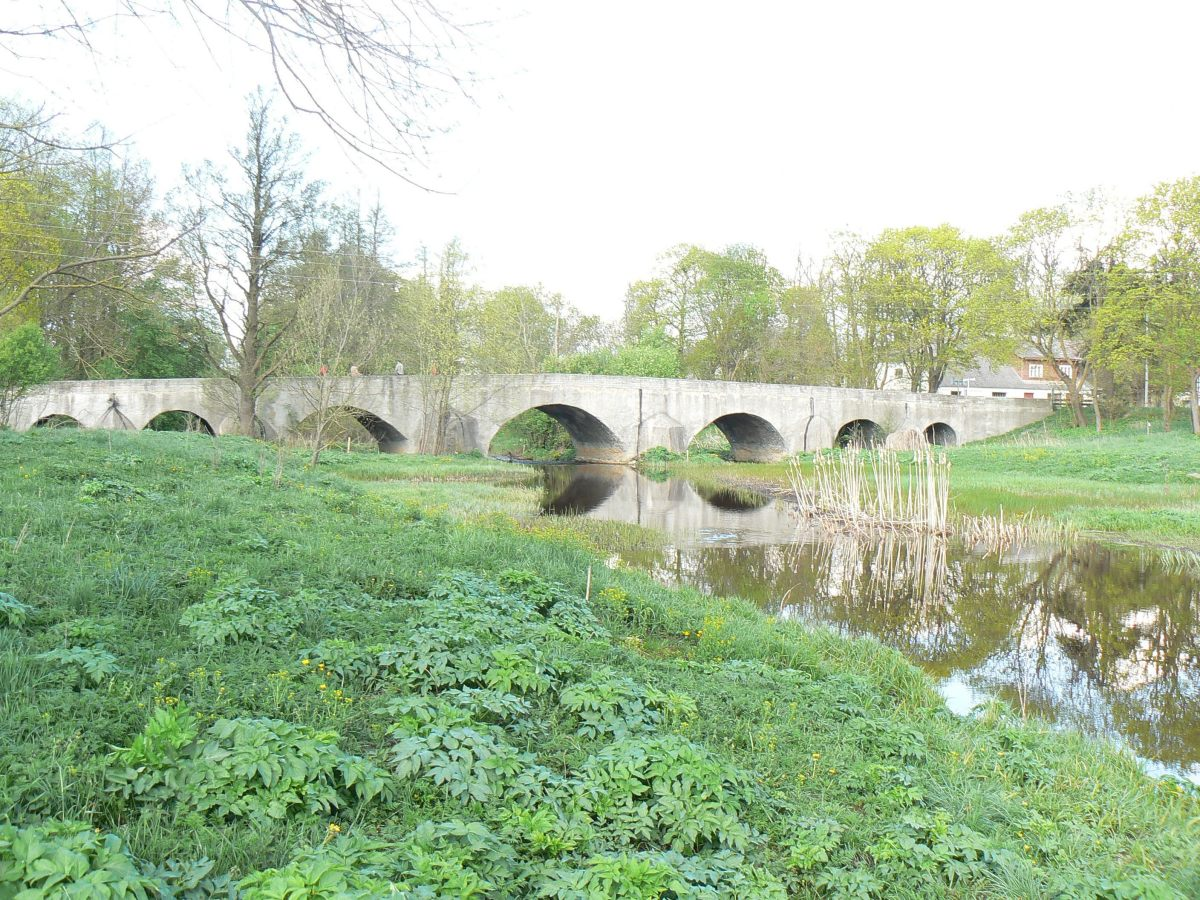
Brücke aus dem 19. Jahrhundert am historischen Gut von Vanamõisa

Im 17. Jahrhundert wurde auf dem Gebiet des heutigen Dorfs das Rittergut Vanamõisa (deutsch Wannamois) auf den ehemaligen Ländereien des Zisterzienserinnen-Klosters von Lihula gegründet. Es gehörte damals zum Kirchspiel von Kirbla (Kirbla kihelkond).
Während der schwedischen Zeit Estlands gehörte das Gut der Familie Oxenstierna. Nach dem Großen Nordischen Krieg Anfang des 18. Jahrhunderts wechselten die Besitzer häufig. Es stand dann im Eigentum der adligen deutschbaltischen Familie Hoyningen-Huene. Anfang des 18. Jahrhunderts war Gustav Graf Rehbinder der Besitzer. 1830 erwarb durch Heirat die Familie Clodt von Jürgensburg das Anwesen.
1851 ging das Gut durch Verwandtschaftsbeziehungen in das Eigentum der Familie Budberg über. Sie hatte den Besitz bis zur Enteignung im Zuge der estnischen Landreform 1919 inne. Um die Wende zum 20. Jahrhundert war Otto Bernhard von Budberg (1850–1907) Eigentümer des Gutes. Er war ab 1893 fast zehn Jahre lang Ritterschaftshauptmann der Estländischen Ritterschaft.
Charakteristisch für das Gut ist die 64 Meter lange Steinbrücke über den Fluss Võhma (Võhma jõgi). Sie wurde Mitte des 19. Jahrhunderts errichtet.
Das langgestreckte, eingeschossige Herrenhaus des Guts im Stil des Klassizismus und die meisten Nebengebäude stehen heute nur noch als Ruine. Sehenswert ist das Verwalterhaus im altbaltischen Stil. Anderthalb Kilometer südwestlich des ehemaligen Herrenhauses liegt der Familienfriedhof der Budbergs.